# Mayumi Yamaguchi
Mayumi Yamaguchi (山口 眞弓, Yamaguchi Mayumi), née le 12 mai 1975 dans la Préfecture d'Iwate (Japon), est une seiyū. Son groupe sanguin est de type A, elle double souvent des personnages incarnant la « voix de raison ».

## Rôles

### Animation télévisée
- The Law of Ueki : Tarō Myōjin
- Ojamajo Doremi series : Hasebe, Leon
- Fighting Beauty Wulong : Yunbo Naniwa
- Gad Guard (en) : Linda
- Galaxy Angel : Forte Stollen
- Konjiki no Gash Bell!! : Bamū
- Ken-ichi le disciple ultime : Taichi Koga
- Digital Monster X-Evolution : MetalGarurumon X
- Digimon Adventure : Gabumon
- Digimon Tamers : Henry Wong
- Duel Masters : Fōsu
- Naruto : Orochimaru - enfant
- Fullmetal Alchemist : Envy
- Trinity Blood : Paula
- Black Cat : Shiki
- Pokémon : Advance generation : Clefairy, villageois
- PoPoLoCrois : Bomu
- Paranoia Agent :Taira Yūichi
- Lovely Idol : Maki Yōko
- Rockman EXE : Dingo
- Samurai Champloo : Kawara Sousuke

### Animation théâtrale
- Fullmetal Alchemist: Conqueror of Shamballa : Envy

### Jeux vidéo
- Fullmetal Alchemist 2: Curse of the Crimson Elixir : Envy
- Fullmetal Alchemist: Dream Carnival : Envy
- Galaxy Angel : Forte Stollen
- Galaxy Angel II : Forte Stollen